# 拉玛·布尔施泰因
拉玛·布尔施泰因（Rama Burshtein，1967年—）是一名以色列女导演。2012年电影《填补空白》是她的首部电影长片。

## 生平
1967年生于美国纽约市。毕业于耶路撒冷的山姆明镜影视学校，她深受宗教影响，决心用自己的电影服务于东正教社区。她为东正教会拍摄制作了不少电影，其中大多是专门为女性而拍的。